# Jaktorów (osada)
Jaktorów – zniesiona nazwa osady w Polsce położona w województwie mazowieckim, w powiecie grodziskim, w gminie Jaktorów.
W latach 1975–1998 miejscowość należała administracyjnie do województwa skierniewickiego.
W gminie występuje wieś o tej samej nazwie.